# پولونووو
پولونووو (انگلیسی: Polonuevo) نام شهری در کشور کلمبیا است.